# Arquidiócesis de Seúl
La arquidiócesis de Seúl (en latín: Archidioecesis Seulen(sis) y en coreano: 천주교 서울대교구) es una circunscripción eclesiástica latina de la Iglesia católica en Corea del Sur y Corea del Norte, sede metropolitana de la provincia eclesiástica de Seúl. La arquidiócesis tiene al arzobispo Peter Chung Soon-taick, O.C.D. como su ordinario desde el 28 de octubre de 2021.

## Territorio y organización
La arquidiócesis extiende su jurisdicción sobre los fieles católicos de rito latino residentes en el área metropolitana de Seúl en Corea del Sur y las provincias de Hwanghae del Norte y Hwanghae del Sur en Corea del Norte. Queda también dentro de su jurisdicción la parte oeste de la Zona desmilitarizada de Corea.
La sede de la arquidiócesis se encuentra en el barrio de Myeong-dong del distrito de Jung-gu en la ciudad de Seúl, en donde se halla la Catedral de la Inmaculada Concepción. 
En 2020 la arquidiócesis estaba dividida en 232 parroquias. 
La arquidiócesis tiene como sufragáneas a las diócesis de Chuncheon, Daejeon, Hamhung, Incheon, Pionyang, Suwon, Uijeongbu y Wonju.
La persecución de cristianos en Corea del Norte desde 1949 hizo imposible toda actividad eclesiástica en el área de la diócesis de Seúl que quedó en Corea del Norte. El 30 de junio de 1988 el Gobierno norcoreano creó la Asociación Católica Coreana como una Iglesia estatal para control de los católicos en el territorio de Corea del Norte. Sin embargo, no tiene vínculos con la Santa Sede ni existen sacerdotes en el país.
La Asociación Católica Coreana dividió el territorio de Corea del Norte en 3 distritos, uno de los cuales es Sohae, que incluye el área de la arquidiócesis de Seúl. De acuerdo a fuentes laicas, en todo el país habría unos 3000 católicos y 500 lugares de culto bajo el control de la Asociación Católica Coreana.

## Historia
Los primeros misioneros católicos llegaron a Corea en 1794, una década después del regreso de Yi Sung-hun, un diplomático que fue el primer coreano bautizado en Pekín. En 1801 ya había más de 10 000 conversos, pero ese mismo año los cristianos se negaron a realizar los rituales ancestrales confucianos, y el gobierno de la Dinastía Joseon prohibió el proselitismo del cristianismo y tuvo lugar la primera persecución de cristianos en Corea, en la que fueron martirizados más de 300 cristianos. 
El vicariato apostólico de Corea fue erigido el 9 de septiembre de 1831 con el breve Ex debito del papa Gregorio XVI separando territorio de la diócesis de Pekín (hoy arquidiócesis de Pekín). Inicialmente extendió su jurisdicción a Corea y Japón, hasta que el 27 de marzo de 1846 Japón fue erigido como vicariato apostólico autónomo.
Nuevas persecuciones anticristianas se produjeron en 1839, 1846 y 1865/1866, estimándose en 10 000 el número de mártires que produjeron. El 22 de agosto de 1910 el Imperio de Corea fue anexado al Imperio de Japón. 
El 8 de abril de 1911 el vicariato apostólico tomó el nuevo nombre de Seúl y al mismo tiempo cedió parte de su territorio para la erección del vicariato apostólico de Taiku (hoy arquidiócesis de Daegu) mediante el breve Quo uberiores del papa Pío X.
Cuando la Segunda Guerra Mundial llegó a su fin y los japoneses se rindieron en Corea, la parte norte de diócesis de Seúl cayó bajo el control de las fuerzas de ocupación soviéticas, ya que quedó al norte del paralelo 38 norte que dividió la península coreana. Tras el armisticio del 27 de julio de 1953 que puso fin a la guerra de Corea, el resto de la provincia de Hwanghae del Sur situado al sur del paralelo 38 norte quedó dentro de Corea del Norte.
El 10 de marzo de 1962 el vicariato apostólico fue elevado al rango de arquidiócesis metropolitana con la bula Fertile Evangelii semen del papa Juan XXIII.
La madre diócesis de Corea, que inicialmente incluía todo el territorio de la península de Corea, cedió repetidamente partes de su territorio para la erección de las siguientes circunscripciones eclesiásticas:
- el vicariato apostólico de Wonsan (hoy diócesis de Hamhung) el 5 de agosto de 1920 mediante el breve Concreditum Nobis del papa Benedicto XV;[9]
- la prefectura apostólica de Hpyeng-yang (hoy diócesis de Pionyang) el 17 de marzo de 1927 mediante el breve Quae fidelium del papa Pío XI;[10]
- la prefectura apostólica de Shunsen (hoy diócesis de Chuncheon) el 25 de abril de 1939 mediante la bula Ad fidei propagationem del papa Pío XI;[11]
- los vicariatos apostólicos de Cheongju y Daijeon (hoy diócesis de Cheongju y de Daejeon) el 23 de junio de 1958 mediante la bula Sacro suadente del papa Pío XII;[12]
- el vicariato apostólico de Incheon (hoy diócesis de Incheon) el 6 de junio de 1961 mediante la bula Coreanae nationis orae del papa Juan XXIII;[13]
- la diócesis de Suwon el 7 de octubre de 1963 mediante la bula Summi Pastoris del papa Pablo VI;[14] (en latín)
- la diócesis de Uijeongbu el 24 de junio de 2004 mediante la bula Animarum saluti del papa Juan Pablo II.[15]

Desde 1975 el arzobispo de Seúl es también administrador apostólico de la diócesis de Pionyang, su sufragánea, en el territorio de Corea del Norte.

## Episcopologio

### Vicarios apostólicos de Corea
- Barthélemy Bruguière, M.E.P. † (9 de septiembre de 1831-20 de octubre de 1835 falleció)
- San Laurent-Joseph-Marius Imbert, M.E.P. † (26 de abril de 1836-21 de septiembre de 1839 falleció)
  - Sede vacante (1839-1843)
- Jean-Joseph-Jean-Baptiste Ferréol, M.E.P. † (14 de agosto de 1843-3 de febrero de 1853 falleció)
- San Siméon-François Berneux, M.E.P. † (5 de agosto de 1854-8 de marzo de 1866 falleció)
- San Marie-Nicolas-Antoine Daveluy, M.E.P. † (8 de marzo de 1866 por sucesión-30 de marzo de 1866 falleció)
  - Sede vacante (1866-1869)
- Félix-Clair Ridel, M.E.P. † (27 de abril de 1869-20 de junio de 1884 falleció)
- Marie-Jean-Gustave Blanc, M.E.P. † (20 de junio de 1884 por sucesión-21 de febrero de 1890 falleció)
- Gustave-Charles-Marie Mutel, M.E.P. † (2 de septiembre de 1890-8 de abril de 1911 nombrado obispo de Seúl)

### Vicarios apostólicos de Seúl
- Gustave-Charles-Marie Mutel, M.E.P. † (8 de abril de 1911-22 de enero de 1933 falleció)
- Andrien-Jean Larribeau, M.E.P. † (23 de enero de 1933 por sucesión-5 de enero de 1942 renunció[16])
- Paul Marie Kinam Ro † (10 de noviembre de 1942-10 de marzo de 1962 nombrado arzobispo)

### Arzobispos de Seúl
- Paul Marie Kinam Ro † (10 de marzo de 1962-23 de marzo de 1967 renunció[17])
- Stephen Kim Sou-hwan † (9 de abril de 1968-3 de abril de 1998 retirado)
- Nicholas Cheong Jin-suk † (3 de abril de 1998-10 de mayo de 2012 retirado)
- Andrew Yeom Soo-jung (10 de mayo de 2012-28 de octubre de 2021 retirado)
- Peter Chung Soon-taick, O.C.D., desde el 28 de octubre de 2021

## Estadísticas
De acuerdo al Anuario Pontificio 2021 la arquidiócesis tenía a fines de 2020 un total de 1 528 876 fieles bautizados.
| Año                                                                             | Población            | Población  | Población      | Sacerdotes | Sacerdotes    | Sacerdotes    | Bautizados por sacerdote | Diáconos permanentes | Religiosos | Religiosos | Parroquias |
| Año                                                                             | Bautizados católicos | Total      | % de católicos | Total      | Clero secular | Clero regular | Bautizados por sacerdote | Diáconos permanentes | Varones    | Mujeres    | Parroquias |
| ------------------------------------------------------------------------------- | -------------------- | ---------- | -------------- | ---------- | ------------- | ------------- | ------------------------ | -------------------- | ---------- | ---------- | ---------- |
| 1949                                                                            | 65 882               | 5 752 000  | 1.1            | 81         | 81            |               | 813                      |                      |            | 250        | 46         |
| 1970                                                                            | 156 722              | 5 953 481  | 2.6            | 263        | 183           | 80            | 595                      |                      | 190        | 824        | 58         |
| 1980                                                                            | 349 314              | 8 872 133  | 3.9            | 282        | 183           | 99            | 1238                     |                      | 249        | 906        | 103        |
| 1990                                                                            | 915 813              | 11 511 038 | 8.0            | 415        | 287           | 128           | 2206                     |                      | 369        | 1729       | 138        |
| 1999                                                                            | 1 253 392            | 12 262 602 | 10.2           | 739        | 554           | 185           | 1696                     |                      | 475        | 2319       | 203        |
| 2000                                                                            | 1 299 904            | 12 358 958 | 10.5           | 827        | 651           | 176           | 1571                     |                      | 505        | 2399       | 216        |
| 2001                                                                            | 1 341 528            | 12 497 135 | 10.7           | 807        | 607           | 200           | 1662                     |                      | 524        | 2168       | 227        |
| 2002                                                                            | 1 370 021            | 12 488 158 | 11.0           | 817        | 617           | 200           | 1676                     |                      | 523        | 2520       | 238        |
| 2003                                                                            | 1 409 022            | 12 519 153 | 11.3           | 873        | 658           | 215           | 1614                     |                      | 546        | 2230       | 248        |
| 2004                                                                            | 1 247 150            | 10 207 295 | 12.2           | 836        | 591           | 245           | 1491                     |                      | 576        | 2102       | 197        |
| 2010                                                                            | 1 406 710            | 10 464 051 | 13.4           | 925        | 655           | 270           | 1520                     |                      | 503        | 1774       | 219        |
| 2014                                                                            | 1 472 815            | 10 143 645 | 14.5           | 908        | 683           | 225           | 1622                     |                      | 445        | 1837       | 229        |
| 2017                                                                            | 1 521 241            | 9 930 616  | 15.3           | 989        | 756           | 233           | 1538                     |                      | 432        | 1935       | 229        |
| 2020                                                                            | 1 528 876            | 10 034 529 | 15.2           | 1074       | 810           | 264           | 1423                     |                      | 445        | 1966       | 232        |
| Fuente: Catholic-Hierarchy, que a su vez toma los datos del Anuario Pontificio. |                      |            |                |            |               |               |                          |                      |            |            |            |